# Andreas Nitsche
Andreas Nitsche (obersorbisch Handrij Nyča; * 17. November 1731 in Seidau bei Bautzen; † 18. Juli 1795 in Mengelsdorf) war ein sorbischer Reisender und Gelehrter aus der sächsischen Oberlausitz.

## Vita
Nitsches Eltern waren Andreas Nitsche, Inwohner von Seidau, und Fr. Anna geb. Mieth aus Burk. Vom Seidauer Schulmeister Karl erhielt Nitsche zunächst Religionsunterricht, bevor er für zwei Jahre die Gersdorffsche Schule in Uhyst/Spree und anschließend das Gymnasium in Bautzen besuchte. In Wittenberg und Leipzig, wo er Mitglied der dortigen Wendischen Predigergesellschaft war, studierte er zunächst Rechtswissenschaften, später u. a. Philosophie und Chemie. Nach dem Abschluss seines Studiums unternahm er mehrere längere Reisen durch Europa, die ihn unter anderem nach Dänemark, Polen, Österreich, in die Schweiz, in die Niederlande, nach England und vor allem ins Russische Kaiserreich führten, wo er an der Universität in Moskau ein Jahr lang Philosophie unterrichtete. Bei seinem zweiten Russlandaufenthalt kam er im Haus des kaiserlichen Geheimen Rats Michael von Soltikoff unter. Nach seiner Hochzeit mit dessen dritten Tochter Marie von Soltikoff und der gemeinsamen Rückkehr in die Oberlausitz wurde ihm dort der Titel eines Kurfürstlich-Sächsischen Hofrates verliehen. Im Jahre 1776 erwarb er das Gut Löbensmüh nahe Mengelsdorf in der Oberlausitz und ließ sich 1780 dort nieder. In Löbensmüh besuchte ihn Jacob Hermann Obereit für längere Zeit.
Andreas Nitsche verstarb 1795 nach einem Nervenfieber und wurde auf dem Wendischen Kirchhof in Bautzen beigesetzt. Er hatte keine leiblichen Kinder, adoptierte jedoch seinen Neffen Andreas aus Bautzen und begründete so den Oberlausitzer Zweig des Adelsgeschlechtes Nitsche.